# Pass Interference

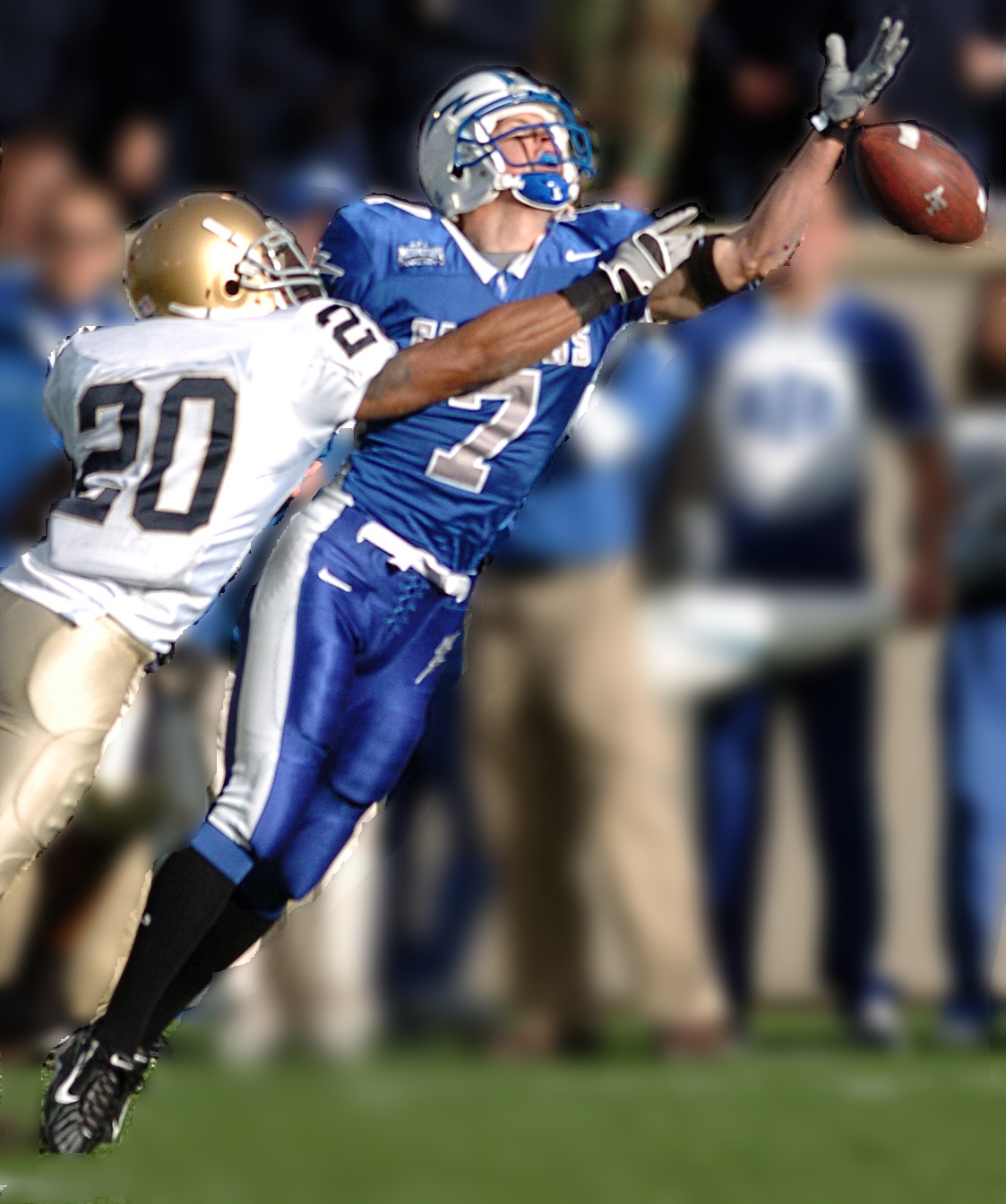
Der Defensive Back (Nr. 20) greift dem Receiver vor dem Passfang in den Arm und begeht eine Pass Interference

Als Pass Interference oder Passbehinderung bezeichnet man im American Football den illegalen Körperkontakt während eines Vorwärtspasses, durch den ein berechtigter Passempfänger am Passfang gehindert wird. Wenn jedoch gegnerische Spieler den Ball spielen, dann ist der daraus resultierende Kontakt kein Foul. Bei einer Passbehinderung muss der Vorwärtspass für die beteiligten Spieler fangbar sein. Das gilt bei der Offensiven Passbehinderung nur, wenn der Pass bereits in der Luft ist. Im Zweifel war der Vorwärtspass fangbar.
Das Foul kann mit OPI für Offensive Pass Interference und mit DPI für die Defensive Variante abgekürzt werden. Die deutschen Versionen sind OPB und DPB.

## Strafen

### NFL
Begeht in der National Football League (NFL) ein Spieler der Offense eine Pass Interference, so wird der Versuch 10 Yards hinter dem Ausgangspunkt des vorherigen Spielzuges wiederholt. Eine Passbehinderung der Offense liegt u. a. vor, wenn ein Spieler des Angriffsteams mehr als 1 Yard jenseits der Anspiellinie (neutrale Zone) einen Gegner blockt, bevor der Ball geworfen wird. Wobei es auch ein Foul sein kann, wenn der Pass in die Richtung des geblockten Verteidigers geworfen wird. Wenn der Pass in der Luft ist, haben die Spieler das gleiche Recht auf den Ball und dürfen sich nicht durch Kontakt gegenseitig behindern.
Bei einer Pass Interference der Defense wird der nächste Spielzug von der Stelle des Fouls gespielt, unabhängig davon, wie weit entfernt dieser vom Ausgangspunkt des letzten Spielzuges ist, und die Offense erhält einen neuen First Down. Findet das Foul in der Endzone statt, beginnt der nächste Spielzug von der 1-Yard-Linie.

### College & Deutschland
Die Offensive Pass Interference wird im amerikanischen College Football und im deutschen Regelwerk mit einem Raumverlust von 15 Yards und einer Wiederholung des Downs (Versuch) bestraft. Eine Passbehinderung der Offense liegt u. a. vor, wenn ein Spieler des Angriffsteams mehr als 1 Yard jenseits der Anspiellinie (neutrale Zone) einen Gegner blockt, bevor der Ball geworfen wird und dabei die neutrale Zone überquert. Wenn der Pass in der Luft ist, haben die Spieler das gleiche Recht auf den Ball und dürfen sich nicht durch Kontakt gegenseitig behindern.
Bei einer Defensive Pass Interference, welche weniger als 15 Yards jenseits der Anspiellinie begangen wird, erhält das Team in Ballbesitz einen neuen ersten Versuch am Punkt des Fouls. Wird das Foul mehr als 15 Yards jenseits der neutralen Zone begangen, wird das Foul mit 15 Yards bestraft und die Offense erhält einen neuen ersten Versuch (First Down).
Bei einer Defensiven Passbehinderung wird, im Gegensatz zu anderen Strafen, die Distanz zur gegnerischen Endzone nicht halbiert. Ein Beispiel dazu. Sollte die Offense z. B. von der gegnerischen 20-Yards-Linie den Spielzug beginnen und das Foul wird mehr als 15 Yards jenseits der Anspiellinie begangen, wird diese Strafe vollständig abgeschritten. Das Regelwerk sieht hier aber eine Ausnahme, wenn der Spielzug zwischen der 17- und der 2-Yards-Linie der Defense beginnt. Ein Foul für DPI innerhalb der 2 (damit auch innerhalb der Endzone) gibt der Offense den Ball mit einem neuen ersten Versuch an der 2-Yards-Linie. Doch auch hier eine Ausnahme zur Ausnahme. Sollte der Spielzug auf oder innerhalb der zwei beginnen, wird die Distanz zur gegnerischen Endzone halbiert. Ebenso beim Extrapunktversuch von der 3-Yards-Linie.
Damit eine Passbehinderung vorliegen kann, muss der Vorwärtspass legal sein, die Anspiellinie überqueren und der Kontakt muss jenseits der neutralen Zone sein. Dabei muss der Kontakt ausreichend sein um den Spieler die Möglichkeit zu nehmen den Pass zu erreichen.

### High School
Im High School Football gibt es sowohl für eine Offensive Pass Interference als auch für eine Defensive Pass Interference einen Raumverlust von 15 Yards. Früher gab es für eine Offensive Pass Interference auch einen Loss of Down, das heißt die Offense hatte dann einen Versuch weniger zur Verfügung um 10 Yards zu überwinden. Für die Defensive Pass Interference gab es wie in der NFL und NCAA auch einen neuen ersten Versuch, dies wurde zur Saison 2013 jedoch abgeschafft. Die Angst, dass sich dadurch in Situationen wie dem 3. Versuch und noch mehr als 15 Yards für einen neuen First Down, die sowieso relativ selten sind, die Anzahl der Defensive Pass Interference häufen könnte, hat sich nicht bestätigt.